# Macrostemum thomasi
Macrostemum thomasi är en nattsländeart som beskrevs av Wolfram Mey 1993. Macrostemum thomasi ingår i släktet Macrostemum och familjen ryssjenattsländor. Inga underarter finns listade i Catalogue of Life.